# Hedythyrsus
Hedythyrsus är ett släkte av måreväxter. Hedythyrsus ingår i familjen måreväxter.
Kladogram enligt Catalogue of Life:
| Hedythyrsus | \| \| Hedythyrsus spermacocinus \| \| \| \| \| \| Hedythyrsus thamnoideus \| \| \| \| |
|             | \| \| Hedythyrsus spermacocinus \| \| \| \| \| \| Hedythyrsus thamnoideus \| \| \| \| |
|             | Hedythyrsus spermacocinus                                                             |
|             |                                                                                       |
|             | Hedythyrsus thamnoideus                                                               |
|             |                                                                                       |